# バンクーバー・ドラゴンズ
バンクーバー・ドラゴンズ（Vancouver Dragons）は、カナダのプロバスケットボールチーム。本拠地はブリティッシュコロンビア州バンクーバー。

## 歴史
2006年、かつてはABAのチームを所有していたマイケル・タックマンが設立した。以上のことから当初はABAへ参加する予定だったが、2007-08シーズンよりCBAへ参加することになった。
CBA活動停止後、2017年よりMiLBに参加。
2018-19シーズンはABAに参加するが、2019年解散。